# 尼科爾斯鎮區 (阿肯色州康韋縣)
尼科爾斯鎮區（英語：Nichols Township）是位於美國阿肯色州康韋縣的一個行政鎮區。

## 地方資料
尼科爾斯鎮區的面積為127.65平方千米，當中陸地面積為126.12平方千米，而水域面積為1.53平方千米。根據2010年美國人口普查的數據，當地共有人口659人，而人口密度為每平方千米5.16人。